# Vinette Robinson
Vinette Robinson, född 4 mars 1982 i Bradford, är en brittisk skådespelare.
Robinson har bland annat medverkat i TV-serien Boiling Point – på liv och död. Hon har även medverkat i filmerna The Pod Generation och Star Wars: The Rise of Skywalker.

## Filmografi i urval
- 2005 – Imagine Me & You
- 2018 – Star Wars: The Rise of Skywalker
- 2021 – Boiling Point
- 2023 – The Pod Generation
- 2023 – Boiling Point – på liv och död (TV-serie)
- 2023 – Six Four (TV-serie)